# تياغو رودريغوس دي سوزا
تياغو رودريغوس دي سوزا (بالبرتغالية: Thiago Rodrigues de Souza) هو لاعب كرة قدم برازيلي في مركز الوسط، ولد في 18 مارس 1997 في كامبو غراندي في البرازيل. لعب مع Sandecja Nowy Sącz ‏.

## وصلات خارجية
- تياغو رودريغوس دي سوزا على موقع قاعدة بيانات كرة القدم.إي يو (الإنجليزية)
- تياغو رودريغوس دي سوزا على موقع Soccerway.com (الإنجليزية)
- تياغو رودريغوس دي سوزا على موقع عالم كرة القدم.نت (الإنجليزية)